# الأخلاقيات الطبية (كتاب)
الأخلاقيات الطبية Medical Ethics، هو كتاب طبِّي يُركِّز على الصحة العامَّة والأخلاقيَّات الطبيَّة، كتبه الطبيب الإنكليزي توماس بيرسيفال ونُشر عام 1803 ويعتبر هذا الكتاب على نطاقٍ واسع أول كتاب في مجال الأخلاق الطبيَّة، يعتمد الكتاب نهجاً شاملاً لرعاية المرضى، ويُمهِّد الطريق للكثير من الكتب والأبحاث المُستقبليَّة في هذا المجال.

## توماس بيرسيفال
كان توماس بيرسيفال (1740 – 1804) طبيباً وكاتباً ومُصلحاً اجتماعيَّاً إنكليزي، اشتهر بصياغة أول مدوَّنة حديثة عن أخلاقيَّات مهنة الطب، في البداية صاغ بيرسفال كُتيِّباً صغيراً عن الموضوع عام 1794 ولاحقاً نشر النسخة الأساسيَّة الموسَّعة عام 1803 تحت عنوان «أخلاقيَّات مهنة الطب» أو «مدونة المعايير والمفاهيم التي تتكيَّف مع السلوك المهني للأطباء والجرَّاحين»، بالإضافة لذلك كان بيرسفال أحد الروَّاد الأوائل الذين قادوا الحملة التي حسَّنت بشكلٍ كبير من تدابير الصحة العامة في انكلترا وساهمت في تنظيم المعامل والمصانع في مدينة مانشستر تحديداً.
ولد توماس بيرسيفال في وارينغتون في 29 سبتمبر 1740، وتوفي والده وهو بعمر ثلاث سنوات ولذلك تولَّت أخته الكبرى مسؤوليَّة تعليمه المُبكِّر، وبمجرِّد بلوغه دخل إلى أكاديميَّة خاصَّة في مسقط رأسه، وفي عام 1757 كان أحد أوائل الطلاب المُسجِّلين في أكاديميَّة وارينغتون حيث حقَّق شهرة في الدراسات الكلاسيكيَّة واللاهوتيَّة، وفي عام 1761 انتقل إلى جامعة أدنبرة لدراسة الطب، وبعد تخرُّجه تابع تحصيله العلمي في جامعة لايدن في هولندا وهناك حصل على الماجستير وبعدها الدكتوراه عام 1765، لاحقاً أصبح بيرسيفال زميلاً للجمعيَّة الملكيَّة بفضل توصية من صديقه وراعيه اللورد ويلوغبي دي بارهام، في عام 1771 التقى بنجامين الذي كان يزور مانشستر وقتها، وفي عام 1787 انتخب زميلاً للجمعية الملكيَّة في أدنبره، وانتخب عضواً فخريَّاً أجنبيَّاً في الأكاديميَّة الأمريكية للفنون والعلوم في عام 1789.
كان بيرسيفال عضواً بارزاً في جمعية مانشستر الأدبيَّة والفلسفيَّة، ويحتلُّ مكاناً هامَّاً في تاريخ علم الأوبئة بفضل كتابه أخلاقيات الطب من جهة، وبفضل تحليله لسندات الوفيَّات، في عام 1794 تمَّ تعميم كتابه الشهير ككتاب خاص بالفقه القانوني الطبي خصوصاً بعد أن أعدَّ بيرسفال نسخة موسَّعة بناءً على طلب زملائه، تمَّ نشر النسخة المعدَّلة عام 1803 تحت عنوان أخلاقيَّات مهنة الطب.
بدأت فكرة الكتاب عندما استُدعي بيرسيفال من قبل المستشفى الملكي في مانشستر للمساعدة في حل نزاع داخلي بين طاقم المستشفى، وزاد اهتمامه بالخلافات والانقسامات التي نشأت بين فروع مهنة الطب المختلفة كالأطباء والجرَّاحين وكافِّة الكادر الطبي مع خلفيَّاتهم العلميَّة المختلفة «جامعة أو مستشفى أو طلاب متدربين»، لكنَّه لم يكن يهتم فقط بالعلاقات المهنية بين أفراد الطاقم الطبي بل وضع أيضاً مدونة حول السلوك المُتَّبع تجاه المرضى سواء كانوا أغنياء أو فقراء، وسرعان ما انتقلت أفكاره إلى الولايات المتحدة وأستراليا وكندا، وعندما وُضع القانون الطبي في الولايات المتحدة من قبل الجمعية الطبية الأمريكية المُشكّلة حديثاً في عام 1847 استخدمت عدة مقاطع مُقتبسة بشكلٍ حرفي من كتابه.
توفي بيرسيفال في مانشستر في 30 أغسطس 1804 ودفن في مقبرة عائلته في وارينغتون.

## الصحة المهنيَّة والأخلاقيات الطبيَّة
من المعروف عن بيرسيفال أيضاً عمله في وقتٍ مُبكِّر في مجال الصحَّة المهنية، فقاد مجموعة من الأطباء للإشراف على الوضع الصحي في مصانع النسيج، وقدَّم هذا الفريق تقريراً لإدخال قانون الصحة المهنيَّة ابتداءً من عام 1802، أوضح هذا التقرير أنَّ الأطفال في المصانع يعملون لـ 12 ساعة في اليوم بالإضافة لأخطاء صحيَّة عديدة أخرى.
اعتبر كتاب بيرسيفال الأخلاقيات الطبيَّة كمصدر أساسي لقوانين الجمعيَّة الطبيَّة الأمريكية AMA، والتي اعتمدته عام 1847 ونصَّت الجمعية على ما يلي:
وكتب أحد الخبراء عنه: «أكَّد كتاب بيرسيفال على السلطة الأخلاقيَّة واستقلاليَّة الأطباء في خدمة الآخرين، وأكَّد أيضاً على المسؤولية المهنية في رعاية المرضى وشدَّد على الشرف الفردي»، وكان من المعروف أيضاً عن بيرسيفال أنَّه مسيحيٌّ مُتديِّن.